# Ann Scott
Ann Scott (Parigi, 3 novembre 1965) è una scrittrice francese.
Dopo essere stata fotomodella, Ann Scott è diventata autrice di alcuni romanzi tra i quali Superstars, consacrato "primo romanzo pop francese credibile". Ciò le ha valso la definizione di "scrittrice culto".

## Romanzi
- 1996: Asphyxie, Florent Massot
- 2000: Superstars, Flammarion
- 2002: Poussières d'anges, Librio
- 2004: Le Pire des mondes, Flammarion
- 2005: Héroïne, Flammarion
- 2008: Les chewing-gums ne sont pas biodégradables, Scali
- 2010: À la folle jeunesse, Stock
- 2017: Cortex, Stock
- 2020: La Grâce et les ténèbres, Calmann-Lévy
- 2023: Les insolents, Calmann-Lévy
  - Gli insolenti, Astoria, 2025, traduzione italiana di Claudine Turla, ISBN 9788833212159